# Dixa pollex
Dixa pollex är en tvåvingeart som beskrevs av Nowell 1980. Dixa pollex ingår i släktet Dixa och familjen u-myggor.
Artens utbredningsområde är Thailand. Inga underarter finns listade i Catalogue of Life.